# USS Omaha (SSN-692)
| «Омаха»                    | «Омаха»                          | «Омаха»                          |
| -------------------------- | -------------------------------- | -------------------------------- |
| USS Omaha (SSN-692)        |                                  |                                  |
|                            |                                  |                                  |
|                            |                                  |                                  |
| Спуск на воду              | 21 лютого 1976 року              | 21 лютого 1976 року              |
| Виведений зі складу флоту  | 5 жовтня 1995 року               | 5 жовтня 1995 року               |
| Сучасний статус            | списаний                         | списаний                         |
| Проєкт                     |                                  |                                  |
| Тип ПЧ                     | SSN                              | SSN                              |
| Розробник проєкту          | General Dynamics                 | General Dynamics                 |
| Класифікація НАТО          | Los Angeles I                    | Los Angeles I                    |
| Основні характеристики     |                                  |                                  |
| Швидкість (надводна)       | 15 вузлів                        | 15 вузлів                        |
| Швидкість (підводна)       | 32 вузла                         | 32 вузла                         |
| Робоча глибина занурення   | 290 метрів                       | 290 метрів                       |
| Гранична глибина занурення | 450 метрів                       | 450 метрів                       |
| Екіпаж                     | 110 (12 офіцерів)                | 110 (12 офіцерів)                |
| Розміри                    |                                  |                                  |
| Довжина найбільша (по КВЛ) | 110 метрів                       | 110 метрів                       |
| Ширина корпусу найб.       | 10 метрів                        | 10 метрів                        |
| Середня осадка (по КВЛ)    | 9,7 метрів                       | 9,7 метрів                       |
| Водотоннажність надводна   | 5700 тонн                        | 5700 тонн                        |
| Озброєння                  |                                  |                                  |
| Торпедно- мінне озброєння  | 4 × 21 (533 мм) торпедні апарати | 4 × 21 (533 мм) торпедні апарати |

«Омаха» (англ. USS Omaha (SSN-692)) — багатоцільовий атомний підводний човен, є 5-тим в серії з 62 підводних човнів типу «Лос-Анджелес», побудованих для ВМС США. Він став третім кораблем ВМС США з такою назвою, Підводний човен названий на честь міста Омаха, штат Небраска. Призначений для боротьби з підводними човнами і надводними кораблями противника, а також для ведення розвідувальних дій, спеціальних операцій, перекидання спецпідрозділів, нанесення ударів, мінування, пошуково-рятувальних операцій.

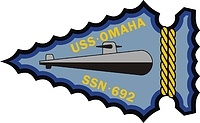
Емблема човна

Контракт на будівництво був підписаний General Dynamics в місті Гротон, штат Коннектикут, 31 січня 1971 року. Закладка кіля відбулася 27 січня 1973 року. Церемонія спуску на воду і хрещення відбулась 21 лютого 1976 року. Хрещеною матір'ю стала Вікторія Кункл Груск дружина сенатора Романа Лі Хруска. Церемонія введення в експлуатацію відбулася  11 березня 1978 року. Портом приписки підводного човна став порт Гротон,штат Коннектикут.  З 1 травня 1978 року порт приписки Перл-Харбор, Гаваї.
7 лютого 1995 року човен було введено в резерв. 5 жовтня 1995 року було виведено з експлуатації та вилучено з реєстру морських суден і розміщено в Бремертоні, штат Вашингтон. Човен увійшов до програми переробки ядерних кораблів та підводних човнів 30 вересня 2010 року. Утилізація була завершена 30 листопада 2012 року. 